# TouchWiz
TouchWiz (или Samsung TouchWiz) — это графическая оболочка (UI), созданная и разработанная компанией Samsung Electronics и доступная только на устройствах Samsung. Иногда неправильно идентифицируется как операционная система. Android-версия TouchWiz также поставляется с магазином приложений Galaxy Apps.
Первая версия TouchWiz была выпущена на Samsung F480 Tocco в 2008 году. Последняя версия TouchWiz — TouchWiz 6.0, используемая на Samsung Galaxy J1 mini Prime и TouchWiz Nature UX 5.0 на Samsung Galaxy J3 (2016), отличается более совершенным пользовательским интерфейсом по сравнению с предыдущими версиями, установленными на старых телефонах Samsung, выпущенных ранее Galaxy S5.
Строка состояния прозрачна в режиме домашнего экрана начиная с TouchWiz Nature UX 2.0 и TouchWiz Nature UX 2.5.
Разработка TouchWiz компанией Samsung была прекращена в конце 2016 года в пользу Samsung Experience. TouchWiz использовался в операционных системах Samsung: Bada, Tizen и REX, а также смартфонами Samsung на базе операционной системы Android.

## Версии
Существует шесть версий TouchWiz для мобильных телефонов и смартфонов компании, а также отдельная версия для планшетов Galaxy Tab с Android.

### TouchWiz 1.0
Применяется в сенсорных телефонах компании на собственной платформе Samsung Handset Platform (SHP).

#### Android
- Samsung Galaxy

#### SHP
- Samsung Tocco
- Samsung Star
- Samsung Corby
- Samsung Preston

### TouchWiz 2.0
Применяется в сенсорных телефонах компании под управлением Windows Mobile и SHP.

#### Windows Mobile
- Samsung Omnia II

#### SHP
- Samsung Jet
- Samsung Monte
- Samsung Blue Earth
- Samsung GT-S5230 Star

### TouchWiz 3.0
Применяется в сенсорных телефонах компании на платформе SHP, смартфонах на ОС Android и платформе bada, а также в планшетах на ОС Android. Первым телефоном на Android был Samsung Galaxy S, а на bada — Samsung Wave.

#### Android
- Samsung Galaxy A
- Samsung Galaxy J
- Samsung Galaxy S и другие его вариации для американских сетей, а также Samsung Giorgio Armani
- Samsung Galaxy Tab (7-дюймовая модель)
- Samsung Galaxy Ace
- Samsung Galaxy Y (GT-S5360)
- Samsung Galaxy Gio
- Samsung Galaxy Mini,Samsung Galaxy Mini 2, Galaxy Pop
- Samsung Galaxy Fit
- Samsung Galaxy Apollo, Galaxy 3, Galaxy 580 (GT-I5800)
- Samsung Galaxy 550
- Samsung Galaxy 551(GT-I5510)

#### Bada
- Samsung Wave
- Samsung Wave II
- Samsung Wave 525
- Samsung Wave 533
- Samsung Wave 723
- Samsung Wave 575

#### SHP
- Samsung Star II

### TouchWiz 4.0

#### Android
- Samsung Galaxy S II
- Samsung Galaxy R (Z)
- Samsung Galaxy W
- Samsung Galaxy Ace 2
- Samsung Galaxy Y
- Samsung Galaxy Note
- Samsung Galaxy S (Android Value Pack)
- Samsung Galaxy S Plus (Android Value Pack)
- Samsung Galaxy Tab (7-дюймовая модель) (Android Value Pack)

#### Bada
- Samsung Wave 3
- Samsung Wave M
- Samsung Wave Y
- Samsung Wave (Bada 2.0)
- Samsung Wave II (Bada 2.0)

### TouchWiz Nature UX
Третья версия TouchWiz была переименована в TouchWiz Nature UX. Он был выпущен в 2012 году и поддерживался Android Ice Cream Sandwich (4.0). Galaxy S III, Galaxy Star и Galaxy Note 10.1 были первыми устройствами, по умолчанию с этой версией, хотя версия Lite была предварительно использована на Samsung Galaxy Tab 2 7.0. TouchWiz Nature UX содержит больше интерактивных элементов, чем предыдущая версия, например эффект водяной волны на экране блокировки и «интеллектуальное ожидание», функция, использующая технологию отслеживания глаз, чтобы определить, продолжает ли пользователь смотреть экран. В дополнение к интерфейсу TouchWiz, и в ответ на Siri от Apple эта версия представляет собой S Voice, интеллектуальный личный помощник Samsung.

#### Nature UX 2.0
Эта версия поддерживает Android Jellybean (4.2.2) и была выпущена в 2013 году. Samsung Galaxy S4 стал первым устройством, использующим TouchWiz Nature UX 2.0. Еще больше возможностей отслеживания глаз были введены в этой версии, например, «умная прокрутка», которая позволяет пользователям прокручивать вниз и вверх по веб-страницам, наклоняя голову вниз и вверх соответственно.

#### Nature UX 2.5
TouchWiz Nature UX 2.5 был выпущен в 2013 году для Android Jellybean (4.3 — 4.4) и был впервые использован в Galaxy Note 3 и Galaxy Note 10.1 2014 Edition. Эта версия полностью поддерживает решение безопасности Samsung Knox, а также многопользовательские возможности. Камера также была улучшена в этом обновлении: задержка затвора была уменьшена и были добавлены функции, такие, как панорамный режим 360°.

#### Nature UX 3.5
Это слегка модифицированная версия TouchWiz Nature UX 3.0, выпущенная в 2014 году для Galaxy Note 4, Galaxy Note Edge и серии Galaxy A (2015). Большинство сделанных изменений было незначительным, в том числе обновлению меню настроек, включение быстрых ярлыков и централизация часов блокировки
.

#### Nature UX 4.0
Эта версия поставляется с Galaxy S5 и поддерживает Android Lollipop. Была выпущена в 2015 году. Обновление 4.0 в конечном итоге стало доступно для Galaxy S5, Note 3, Note 4 и других совместимых с Lollipop устройств, но с меньшими возможностями.

### TouchWiz 5.0
С TouchWiz 5.0 Samsung вернулась к более ранней, более простой системе именования, без префикса «Nature UX», возможно, для отражения эстетических изменений. Эта версия была выпущена в 2015 году в первую очередь для Samsung Galaxy S6 и поддерживает более поздние обновления для Android Lollipop (5.0.2 — 5.1.1). Это обновление очистило пользовательский интерфейс, уменьшило количество повторяющихся функций и использовало более яркие и простые цвета.
Новая версия TouchWiz 5.0 была выпущена в сентябре 2015 года для Galaxy Note 5 и S6 Edge+. В новой версии реализована обновленные иконки и теперь у стандартных приложений — более скруглённые иконки.

### TouchWiz UX
- Samsung Galaxy Tab 10.1
- Samsung Galaxy Tab 8.9
- Samsung Galaxy Tab 7.7
- Samsung Galaxy Tab 7.0 Plus
- Samsung Galaxy Note 4
- Samsung Galaxy S5